# Пасечный (Белгородская область)
Пасечный — посёлок в Старооскольском районе Белгородской области. Входит в состав Потуданской сельской территории. Находится в 40 км от Старого Оскола.

## География
Расположен в 1 км от стыка границ Курской, Белгородской и Воронежской областей.

## История
Посёлок Пасечный образован в 1928 году из числа жителей близлежащих селений. На территории посёлка были созданы сельхозартели «Красный луч» и «VII съезд Советов». 16 июня 1934 года Пасечный вошел в Верхне-Боровой Потуданский сельский Совет трудящихся Шаталовского района Воронежской области.
Указом Президиума Верховного Совета СССР от 6 января 1954 года образована Белгородская область. Верхне-Боровой Потуданский сельский Совет депутатов трудящихся Шаталовского района стал входить в Белгородскую область. Указом Президиума Верховного Совета РСФСР от 1 февраля 1963 года Шаталовский район был упразднён, и его территория вошла в Старооскольский район. Пасечный вошёл в состав Старооскольского района Белгородской области.
В 1985 году в посёлке Пасечный проживало 116 человек и имелось 52 домовладения. В июле 2022 года численность населения составляла 31 жителя.

## Население
| 2002 | 2010 |
| ---- | ---- |
| 42   | ↘34  |